# Amonio Saccas
Amonio Saccas o Amonio Sacas (o también Sakkas; griego: Ἀμμώνιος Σακκᾶς; en latín: Ammonius Saccas; ca. 175-242) fue un filósofo de Alejandría del siglo III considerado con frecuencia como fundador del neoplatonismo.

## Biografía
Su sobrenombre procede del trabajo de cargador que realizaba en su juventud en el muelle, "cargador de sacos" (en griego sakkas  o sakkuforos). Según parece, fue educado en el cristianismo y luego abrazó el paganismo. Su influencia se debió al ejemplo de su vida y a sus enseñanzas, las cuales son difíciles de conocer directamente pues no dejó nada escrito. Se limitaba a transmitir sus doctrinas verbalmente, enseñando la filosofía con cierto misterio, encargando a sus discípulos el secreto. A este filósofo se le llegó a llamar «instruido por Dios», y sus discípulos Plotino, Longino y Erenio le tenían por «teodidacto». También fueron sus discípulos Teodosio, Orígenes (el pagano), Hierocles y Casio Dionisio Longino. Algunos autores piensan que Orígenes, el cristiano, también estudió con Amonio pero no hay datos claros sobre este punto.
De este autor no se sabe mucho, solo se sacan conclusiones del hecho de que fuera citado por otros autores. Al parecer vivió entre el final del siglo II y principios del siglo III. La palabra Saccas y Plotini magister representan una interpolación, pues donde Ammonius es mencionado junto con otros gramáticos no se trata necesariamente del filósofo alejandrino sino de un gramático.
Sobre Ammonio Saccas se conservan testimonios de Porfirio, Eusebio de Cesarea, Nemesio de Emesa y Teodoreto. El examen comparativo de estos testimonios permite sacar las siguientes conclusiones:
1. La enseñanza de Ammonio en Alejandría duró al menos unos cincuenta años, es decir, desde la época de Cómodo (muerto en el 192) hasta su muerte (alrededor del 242), año en que comenzó la expedición a Persia de Gordiano III, a la que se unió Plotino.
2. Orígenes, cristiano, acudió a la escuela de Ammonio cuando éste era cristiano.
3. Ammonio fue en su origen cristiano, pero renegó de su fe para abrazar la filosofía griega (Porfirio dice: que antes fue pagano).
4. La existencia del Tratado sobre la relación de Moisés y de Jesús del que habla Eusebio puede explicarse suponiendo que fue compuesto por Ammonio en sus años de juventud, antes de su “apostasía”, o por un homónimo autor cristiano.
5. No se puede excluir que Ammonio sintiera un gran interés por las religiones orientales y sobre todo por la persa, que habría trasmitido por lo menos a algunos de sus discípulos; el hecho de que tanto Plotino como Antonio, ambos discípulos de Ammonio, se interesasen por la religión persa no parece ser una mera coincidencia.
6. En sus lecciones, Ammonio intentó conciliar el pensamiento de Platón con el de Aristóteles,[4] siguiendo así la orientación “ecléctica” característica de Antíoco de Ascalón y del “platonismo medio” reanudado por Plotino y Porfirio.
7. Debió ser un filósofo y maestro de relevancia en su época, según el testimonio de Porfirio que nos ha sido transmitido por Eusebio: «En nuestro tiempo fue el que realizó una mayor aportación a la filosofía».[3]